# Murupara
Murupara ist ein Ort im Whakatāne District der Region Bay of Plenty auf der Nordinsel von Neuseeland.

## Namensherkunft
„Murupara“ bedeutet in der Sprache der Māori so viel wie „den Schlamm wegwischen“.

## Geographie
Der Ort befindet sich rund 62 km südwestlich von Whakatāne und rund 53 km südöstlich von Rotorua, im südlichen Teil der rund 23 km langen und bis zu 10 km breiten Ebene des Rangitaiki River zwischen dem Kaingaroa Forest und den Ikawhenua Range die Teil des Te Urewera sind.

## Bevölkerung
Zum Zensus des Jahres 2013 zählte der Ort 1656 Einwohner, 9,8 % weniger als zur Volkszählung im Jahr 2006.

## Wirtschaft
In den frühen 1900er Jahren begann man um den Ort herum Kiefern anzupflanzen. Dieses Gebiet, heute als Kaingaroa Forest bekannt, umfasst rund 1.400 km² Kiefernforst, von dem der Ort heute lebt. So stellt die Forstwirtschaft den Haupterwerbszweig des Ortes dar. Das Holz wird zu den Papierfabriken nach Kawerau oder für die Verschiffung und für den Export zum Hafen von Tauranga transportiert.

## Infrastruktur

### Straßenverkehr
Durch Murupara führt der New Zealand State Highway 38, der den Ort nach Nordwesten hin mit dem New Zealand State Highway 5 verbindet und darüber Rotorua zu erreichen ist. Der State Highway 38 reicht zur anderen Seite mit nach Wairoa an der Ostküste der Nordinsel, ist aber auf seinem Weg durchs Gebirge über knapp 70 km unbefestigt und nur mit Schotter versehen. In Richtung Whakatāne führt eine gut ausgebaute Straße teilweise durch das Tal des Rangitaiki Rivers.

### Schienenverkehr
In Murupara endet eine Nebenstrecke, die in Kawerau an die East Coast Main Trunk Railway anschließt. Sie dient ausschließlich dem Güterverkehr.

### Flugverkehr
Rund 6 km nordwestlich bei Galatea befindet sich ein kleiner Flughafen mit einer gut 1000 m langen Graspiste.

## Sehenswürdigkeiten
1925 wurden rund 8 km westlich von Murupara an einem Felsüberhang Felszeichnungen gefunden, die, obwohl deren Entstehungsdatum unbekannt ist, auf eine frühe Besiedelung der Gegend hinweisen. In den Zeichnungen werden Kanus dargestellt.